# 17 Фетіда
17 Фетіда — астероїд головного поясу, відкритий 17 квітня 1852 року.